# Вольвера
Вольвера (итал. Volvera) — коммуна в Италии, располагается в регионе Пьемонт, в провинции Турин.
Население составляет 8500 человек (2008 г.), плотность населения составляет 406 чел./км². Занимает площадь 21 км². Почтовый индекс — 10040. Телефонный код — 011.
Покровительницей коммуны почитается святая равноапостольная Мария Магдалена, празднование 22 июля.

## Демография
Динамика населения:

## Администрация коммуны
- Официальный сайт: http://www.comune.volvera.to.it/